# Duitse aanvallen op de Nijmeegse Waalbruggen
De Duitse aanvallen op de Nijmeegse Waalbruggen waren Duitse operaties, die opgezet waren om de twee Waalbruggen bij Nijmegen (de spoor- en de verkeersbrug) te vernietigen. De Duitsers zetten allerlei middelen in, zoals luchtaanvallen, kikvorsmannen en mini-onderzeeboten. Dit had slechts gedeeltelijk succes.

## Achtergrond en voorbereiding
Tijdens Operatie Market Garden werd Waalbrug bij Nijmegen op 20 september 1944 ingenomen, maar de brug bij Arnhem lukte niet. Ondanks geallieerde pogingen om hun bruggenhoofd in de Betuwe uit te breiden en Duitse pogingen om het in te drukken, was het front in het bruggenhoofd medio oktober 1944 tot relatieve rust gekomen. Echter, voor de Duitsers bleef de brug bij Nijmegen een groot gevaar. Het Duitse opperbevel beschouwde het bruggenhoofd als de poort richting de Duitse “Heimat” en zetten daarom allerlei middelen in om de bruggen te vernietigen.

## Luchtaanvallen
De eerste Duitse luchtaanvallen werden uitgevoerd in de nacht van 26 op 27 september 1944 door 19 Junkers Ju 87 duikbommenwerpers van NSG 2 (Nachtschlachtgruppe 2). Die leidde echter tot alleen wat lichte schade.
In de vroege ochtend van 27 september 1944 ondernamen de Duitsers een nieuwe luchtaanval. In totaal vlogen 42 Focke-Wulf Fw 190 jachtbommenwerpers van III/KG 51 naar Nijmegen, beschermd door Messerschmitt Bf 109 jagers. De Duitse luchtaanval werd een complete mislukking. Ook een aanval op 28 september met Fw 190 F-8’s van Sonderverband Einhorn in duikvlucht was slecht deels succesvol (de spoorbrug werd beschadigd). Tegen 28 september 1944 waren de geallieerden er met luchtafweergeschut en in 400 sorties met jagers in geslaagd 46 Duitse vliegtuigen neer te halen. De Duitsers gaven deze kostbare pogingen daarna op.
In de nacht van 2 oktober 1944 voerde de Luftwaffe een bombardement op Nijmegen uit. Officieel was de brug het doel, maar ook brandbommen werden afgeworpen. Twee Duitse brandbommen troffen echter een kapokfabriek, waar matrassen en kussen werden gemaakt, aan de Ruyterstraat. Meer dan 150 mensen hadden zich in de kelder van de fabriek verscholen. Deze kelder, die eigenlijk een souterrain met dichtgetimmerde ramen was, bleek echter niet veilig en stortte in. Iets minder dan 60 mensen wisten te de fabriekskelder te ontkomen, maar 93 Nijmegenaren zouden overlijden in wat juist hun schuilplaats had moeten zijn.
Op 3 oktober vond een bijzondere poging plaats. De Duitse Luftwaffe eenheid III/KG 66 uit Burg (bij Maagdenburg) beschikte over zogenaamde Mistel onbemande glijbommen. In totaal 5 van de vliegtuigen stegen deze nacht op om de bruggen bij Nijmegen aan te vallen. De weersomstandigheden waren slecht en 3 van de vliegtuigen stortten neer in het Teutoburgerwoud. De andere piloten konden het doel in de mist niet vinden en dropten hun bommenwerper. Een van de piloten in zijn Bf 109 werd neergehaald.

## Kikvorsmannen
De volgende poging zou uitgevoerd worden door MEK 60 (Marine-Einsatz-Kommando 60, onder bevel van Oberleutnant zur See Hans-Friedrich Prinzhorn) en MEK 65 (onder bevel van Oberleutnant zur See Karl-Ernst Richard). Deze eenheden beschikten over goed getrainde kikvorsmannen (Duits: Kampfschwimmer). Het idee was om hiervoor de voor dit soort doeleinden ontwikkelde Torpedomine te gebruiken. Dit waren cilindrische mijnen met een gewicht van 1500 kg, 5 meter lang en 56 cm doorsnede, gevuld met 600 kg Nebolith (een speciaal soort dynamiet), maar met een neutraal drijfvermogen. Een team van vier kikvorsmannen stuurde elk twee van deze mijnen. Aangekomen bij de pijlers van de bruggen, kon de mijn vol water gelaten worden, waarop deze zou zinken tegen de pijler. Daarop zouden de kikvorsmannen de ontsteker met vertraging in werking stellen en verder zwemmen richting de Duitse linies. In de nacht van 28 op 29 september 1944, tegen 20.00 uur, gingen drie teams op weg, een team naar de spoorbrug en twee teams naar de verkeersbrug.

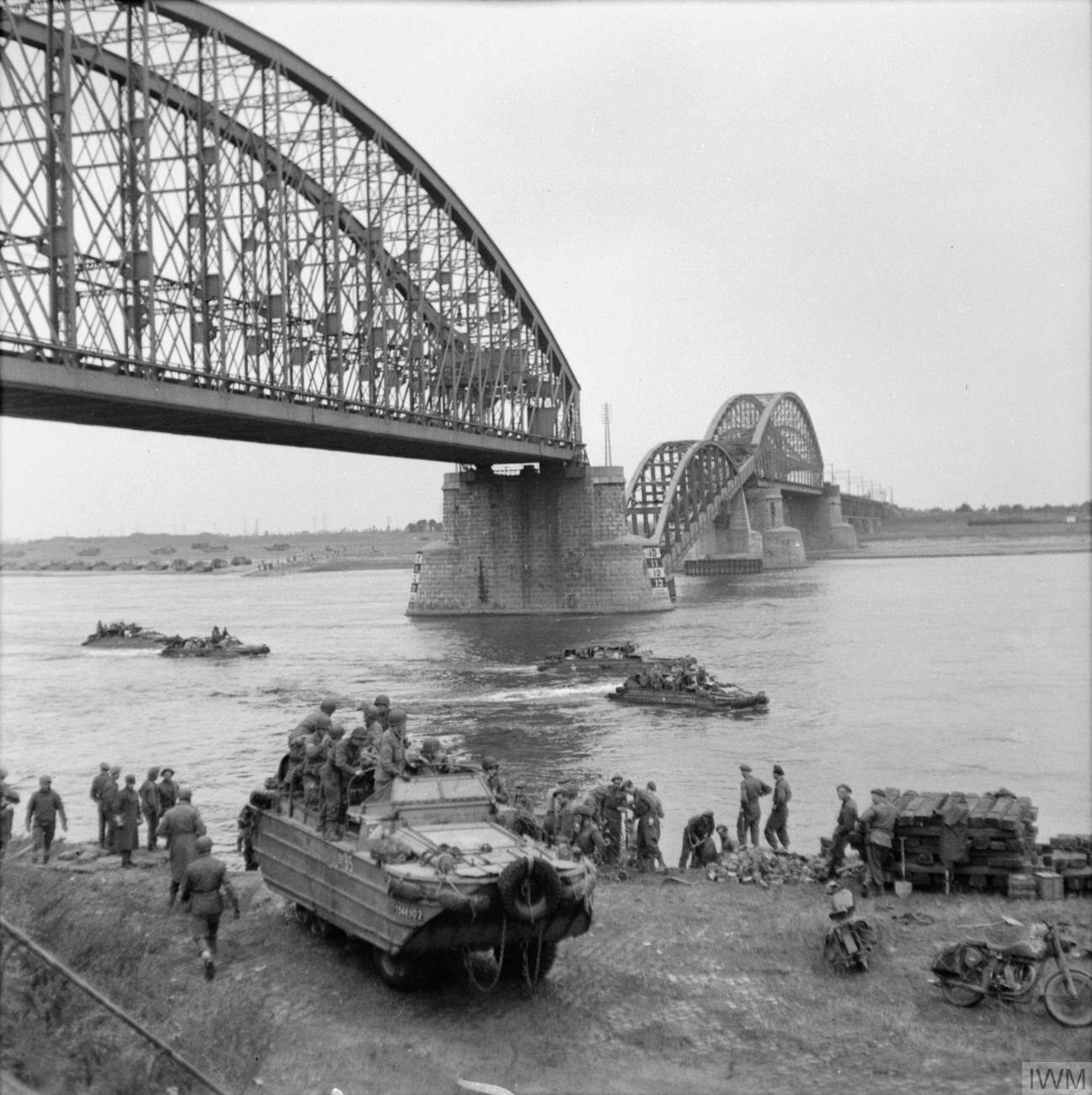
De vernielde middelste boog van de spoorbrug

Het team voor de spoorbrug bestond uit Funkmaat Heinz Bretschneider en de Obergefreiter‘s Walter Jäger, Gerhard Olle en  Adolf Wolchendorf. Het team ging ongeveer 10 km ten oosten van de Waalbrug het water in en de trip ging voorspoedig, alhoewel zich inmiddels tussen de twee bruggen een Baileybrug in aanbouw bevond, die vermeden moest worden. De spoorbrug werd bereikt, de mijn afgezonken en de ontsteking in werking gesteld. Daarop lieten de vier mannen zich door de stroom meevoeren. Bretschneider en Jäger bereikten bij Ochten de Duitse linies en werden later voor hun prestatie beloon met het Duitse Kruis in goud. Olle en Wolchendorf werden door Britse soldaten gevangengenomen. Om 06.30 uur explodeerden de mijnen en daarop stortte de middelste boog van de spoorbrug in de Waal.
Intussen waren de 2e en 3e groep ook vertrokken, met als doel de verkeersbrug. De 2e groep stond onder leiding van SS-Untersturmführer Walter Schreiber, met verder Bootsmannsmaat Henze en de Unteroffizieren Krämer en Kammhuber. Deze groep werd in de scherpe bocht van de Waal voor de brug door de stroming weggedreven en strandde op de oever. Pas na moeizame pogingen konden de mijnen weer vrijgedreven worden. Gedurende deze tijd werd de 3e groep, die ook naar de oever van de rivier was geduwd, opgemerkt door leden van het 2nd Battalion, Gloucestershire Regiment en verwikkeld in een vuurgevecht. Een kikvorsman werd gedood en twee raakten gewond. De drie overlevenden werden gevangen genomen, maar slaagden vooraf erin hun mijnen weer drijvend te krijgen, die vervolgens explodeerden zonder schade aan te richten. Ondertussen dreef de 2e groep naar de verkeersbrug tot ook deze werd opgemerkt en onder vuur kwam te liggen. Hierdoor en door de sterke stroming konden de mijnen niet precies op de brugpijlers worden geplaatst. De vier mannen realiseerden zich hoe hopeloos hun onderneming was en lieten hun mijnen in de nabijheid van de pijlers van de verkeersbrug afzinken. De daaropvolgende explosie scheurde een gat van 25 meter in de verkeersbrug, maar het stortte niet in. Net als de groep van Bretschneider lieten de vier zich onder de verkeersbrug door drijven. Henze werd gevangen genomen terwijl hij probeerde de kust te bereiken. Schreiber, Krämer en Kammhuber bereikten hun eigen linies.
Noot: De namen de mannen uit de 2e en 3e groep wijken in de literatuur af. Blocksdorf schrijft in zijn boek Das Kommando der Kleinkampfverbände der Kriegsmarine dat de 2e en 3e groep bestonden uit Obermaat Orlowski, Bootsmannen Ohrdorf en Weber, Feldwebel Schmidt, Steuermannsmaat Kolbruch, Obergefreiter Dyck en Gefreiten Gebel en Halwelka. Echter, Paterson beschrijft in Weapons of Desperation die vier bovengenoemde mannen als deel van de 2e groep en de mannen van de 3e groep worden geheel niet genoemd.

## Geallieerde tegenmaatregelen

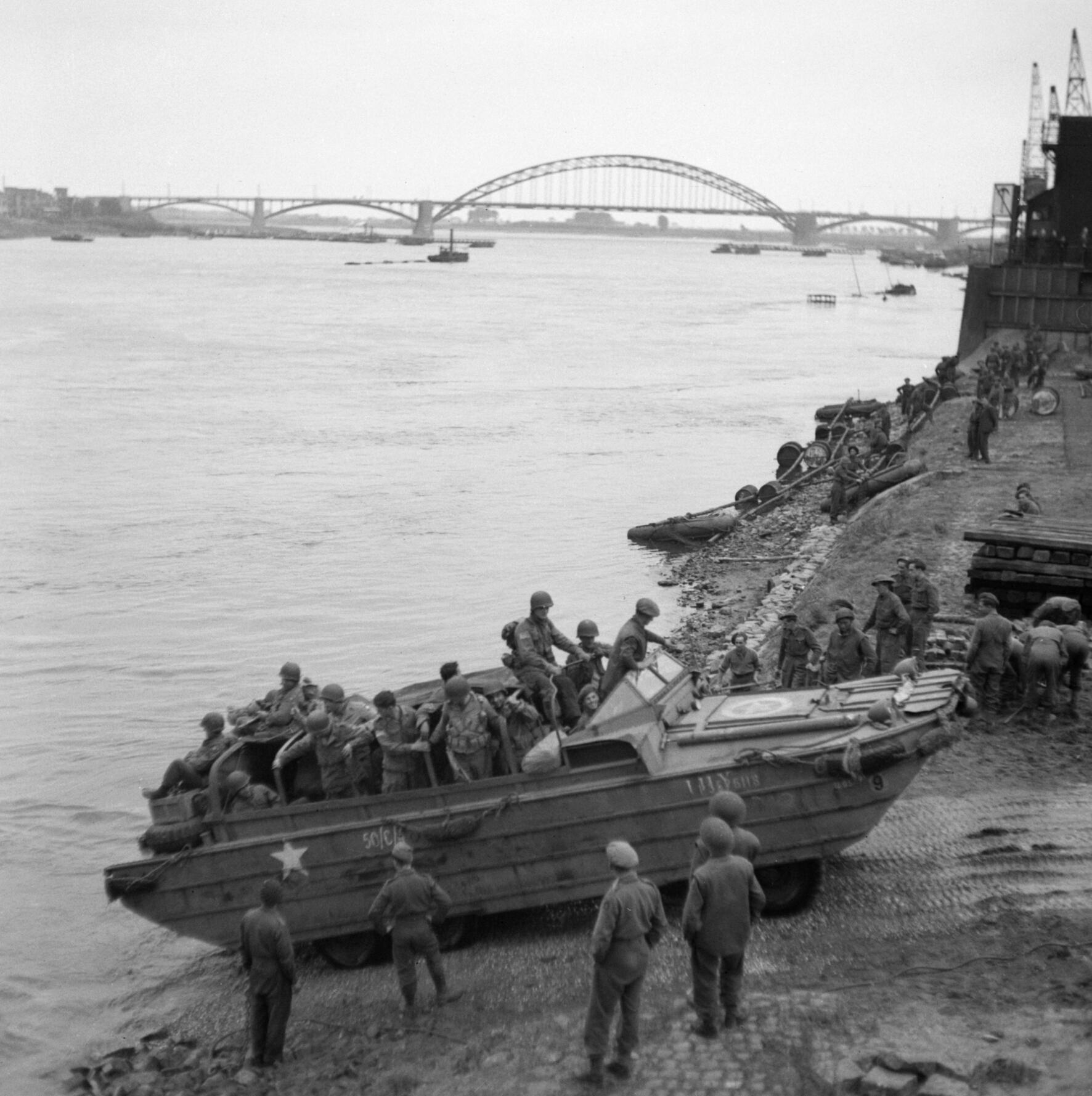
Een DUKW vervoer voorraden en troepen over de Waal – op de achtergrond is de verkeersbrug te zien

De geallieerden hadden na de aanvallen met kikvorsmannen de beveiliging verdubbeld en vier sets anti-onderzeeërnetten geplaatst. Ook had het Canadian Forestry Corps een houten boom geconstrueerd, die dwars over de Waal lag. Actieve troepen met patrouilles en antitank geschut langs de oevers en daarbovenop nog schijnwerpers voltooiden de beveiliging.

## Dwergonderzeeboten en mijnen
Met deze actie werd het Nijmeegse hoofdstuk niet afgesloten. Op 15 en 16 oktober 1944 vertrokken vanuit Zaltbommel twee Marder eenmanstorpedo's en twee Linse explosieve boten met zes torpedomijnen op sleeptouw. Deze troepenmacht keerde vanwege technische problemen negen kilometer voor de verkeersbrug terug. Een tweede poging met twee operationele Linse en één reserve Linse in de nacht van 24 oktober werd ook afgeblazen nadat de mijnen een kilometer in de sleep waren gezonken en vijf uur later ongevaarlijk waren geëxplodeerd. Vervolgens deden parachutisten-genisten een gedurfde poging om de weg- en pontonbruggen te vernietigen. Het idee was om met mijnen een kanaal door de Waal-versperringen te blazen, waarna een met explosieven geladen drijver aan de brug zou worden afgemeerd om een gat in de rijbaan boven het hoofd te blazen. De aanval begon op 20 november. Tussen 18.15 en 20.00 uur werden 36 mijnen drijvend in het water gelegd. De eerste operatie mislukte vanwege een storm en werd herhaald met elf mijnen. Om 06.57 vond een explosie plaats en luchtverkenningsfoto's van de Luftwaffe toonden aan dat een net was verdwenen terwijl grote delen van de tweede en derde niet meer zichtbaar waren. De verkeersbrug hield echter stand.

## Landaanval
Het plan werd vervolgens opgevat om de Duitse 6e Parachutistendivisie in te zetten die sinds 19 november 1944 rondom de Betuwe de frontlijn had ingenomen. Deze divisie was slechts kortgeleden opgericht en bestond uit zeer jonge en gemotiveerde soldaten, echter zonder enige gevechtservaring. Het 2e bataljon van het 16e Parachutistenregiment zou via Haalderen en Bemmel oprukken naar de noordkant van de Waalbrug, waarop genie-eenheden deze moesten vernietigen. Op 4 december 1944 gingen de Duitsers in de aanval, maar stuitten op zwaar verzet van het Britse 7e Bataljon Duke of Wellington’s Regiment. Al binnen enkele uren was de aanval afgeslagen en de Duitsers hadden zware verliezen geleden (de eerst aanvallende compagnie was in zijn geheel vernietigd en de andere twee hadden ook stevige verliezen).

## Mini-onderzeeboten

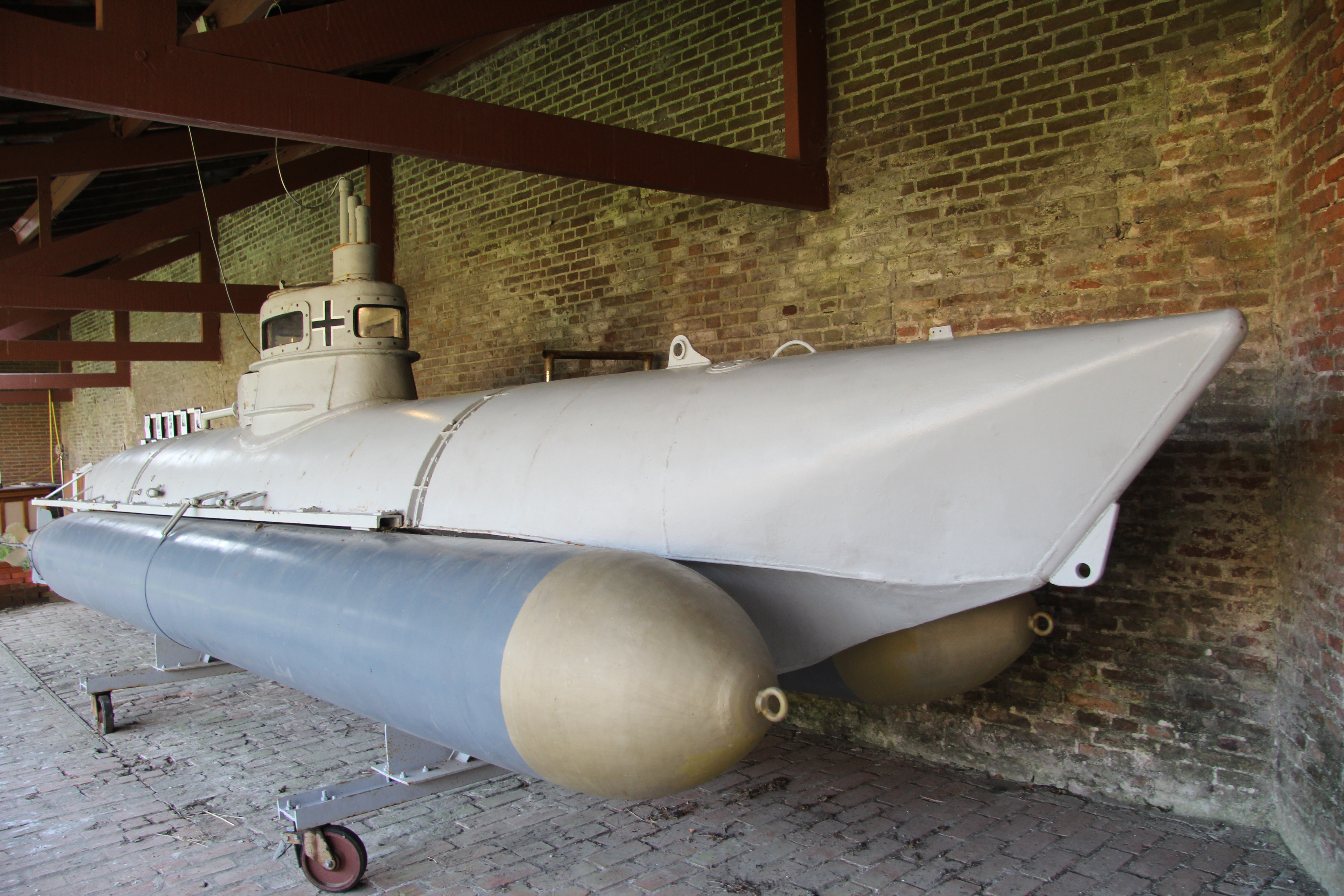
Een bewaard gebleven Biber

De geallieerden hadden na de aanvallen met kikvorsmannen de beveiliging verdubbeld en vier sets anti-onderzeeërnetten geplaatst. Ook had het Canadian Forestry Corps een houten boom geconstrueerd, die dwars over de Waal lag. De enige haalbare aanvalsmethode was om eerst deze netten op te blazen. Hiertoe werden 240 lucht-landmijnen omgebouwd zodat ze in de rivier zouden drijven. In de nacht van 12 op 13 januari 1945 werden deze mijnen door MEK 40 onder bevel van Kapitänleutnant Buschkämper) met tussenpozen van een half uur in batches van zestig in de rivier neergelaten en stroomafwaarts gelaten. Er waren tijdzekeringen ingesteld om een paar minuten meer dan de berekende tijd te geven om elk stel netten te bereiken. Vervolgens werden 17 Bibers van K-Flottille 266 ingezet om hun torpedo's op de netten af te vuren. Omdat de geallieerde troepen die de bruggen bewaakten (voornamelijk de The Stormont, Dundas and Glengarry Highlanders en het 4th Battalion, The Lincolnshire Regiment) opdracht hadden om op alles in de rivier te schieten, waren de periscopen van de Bibers vermomd met struikgewas om eruit te zien als bosjes vegetatie die van nature langs de rivier dreven. De torpedo’s van de Bibers waren voorzien van weerhaken, waardoor ze in de netten moesten blijven vastzitten. Tegen de tijd dat de Bibers hun lanceerposities bereikten, hadden de ontploffingen van de mijnen de verdedigers gealarmeerd en de Bibers kwamen onder zwaar artillerie-, antitank en mitrailleurvuur. Slechts enkele vuurden hun torpedo’s af. De aanvallen op de netten waren slechts gedeeltelijk succesvol . Drie van de vier sets netten waren doorbroken, maar dat de vierde alle mijnen en ladingen had vast- en tegengehouden. Deze eerste aanvallen werden gevolgd door een andere taskforce van vier Bibers, die grote boomstammen achter zich aansleepten. Drie ton explosieve ladingen hingen onder aan de boomstammen. Deze waren voorzien van foto-elektrische cellen die de lading zouden doen afgaan zodra de schaduw van de brug op hen viel. De boomstammen werden door de Bibers tot op 1000 meter van de brug gesleept (voorbij de bocht in de Waal, want anders zouden de boomstammen naar de kant drijven) en vervolgens zelfstandig laten drijven. Echter, de trage boomstammen werden alle door geallieerd vuur vernietigd, alhoewel één lading een gat van 50 meter in de houten boom sloeg, dat echter de volgende nacht alweer hersteld was. Zeven Bibers waren voortijdig aan de grond gelopen en 2 moesten voortijdig vernietigd worden.  Slechts acht Bibers waren tot op zichtafstand van de brug gekomen. Twee daarvan kwamen in botsing en raakten verloren. Twee anderen gingen verloren door artillerie- en antitankvuur. De meeste Biberbestuurders konden terug naar hun basis komen, maar acht mannen kwamen om, meest door bevriezing in het ijskoude water.